# Lebung Gajah
Lebung Gajah is een bestuurslaag in het regentschap Ogan Komering Ilir van de provincie Zuid-Sumatra, Indonesië. Lebung Gajah telt 3360 inwoners (volkstelling 2010).